# 1991 في جورجيا
فيما يلي قوائم الأحداث التي وقعت خلال عام 1991 في جورجيا.

## سياسة

### تعيين في المنصب
- 14 أبريل – زفياد جامساخورديا رئيس/ة جورجيا.

### انتهاء فترة المنصب
- 14 أبريل – زفياد جامساخورديا Chairperson of the Parliament of Georgia [الإنجليزية]‏.

## مواليد

### يناير
- 14 يناير – نيكا متريفيلي لاعب كرة سلة جورجي.

### أكتوبر
- 5 أكتوبر – تورنيكي شينغيليا لاعب كرة سلة جورجي.

## وفيات

### أبريل
- 22 أبريل – ميكال ميسخي (مواليد 1937) لاعب كرة قدم جورجي.